# Pace di Empoli
La pace di Empoli è la pace stipulata dalle città di Pistoia e Firenze il 1 febbraio 1254 nell'omonima città per porre fine alla lunga serie di scontri che le aveva viste impegnate. La pace, tuttavia, non venne rispettata e già nel 1257 si ebbe un altro conflitto che portò a Firenze la vittoria.

## Contesto
La città di Empoli, era considerata un centro strategico in termini politici ed economici che i vescovi fiorentini riuscirono ad individuare fin dall'XI secolo. Il 12 agosto 1117, prima ancora del potere feudale, il vescovo Gottifredo degli Alberti concede alla pieve di Sant'Andrea, ad oggi sotto Pistoia, il singolare privilegio di poter impedire l'insediamento di ogni tipo di comunità religiosa all'interno del plebato. Questo andava a completare le concessioni fatte nel 1059, da papa Nicolò II, il borgognone Gherardo che fu vescovo di Firenze solo fino all'anno precedente. Infatti, in questo anno il papa conferì alla zona empolese il diritto di ricevere tributi e rendite fondiarie, proteggendolo altresì da ogni ingerenza feudale.
Un simile accentramento di poteri concessi a una comunità, o collegio, di preti secolari, che governavano una pieve strategica nell'assetto e nello sviluppo degli equilibri territoriali, allarmò con evidenza i Guidi. Infatti si affrettarono a giocare il loro ruolo, ciò da prima del privilegio vescovile, per ricavarne anch'essi rendite che già allora dovevano essere cospicue e che sarebbero cresciute una volta accentrata e cresciuta la popolazione attorno alla pieve. 
Nel dicembre 1119 fu distrutto il castello di Empoli, i suoi abitanti si rifugiarono nella cittadella, e nei vicini castelli, borghi e villaggi. La contessa Emilia ottenne da suo marito Guido Guerra che gli empolesi dispersi passassero ad abitare intorno alla pieve di S.Andrea e a tale effetto diedero a ciascuno o ciascuna famiglia una porzione di suolo, per costruirci le loro case e vi edificassero un nuovo castello. Così ebbe origine la nuova Empoli intorno alla pieve di S.Andrea, divenendo un paese molto popolato. Fu successivamente cinto di mura.
Le concessioni di agevolare l'incastellamento non fu dunque una magnanima elargizione o una preventiva decisione strategica per consolidare potere ma una necessità di raccogliere una parte dei ricavati. Ma il potere feudale dei Guidi perse già altro territorio nella seconda metà del XII secolo, quando la comunità delle famiglie Empolesi formarono una parvenza di istituto comunale. Nel 1182 gli Empolesi si sottomisero spontaneamente ai Fiorentini. A causa delle ripetute discese in Italia effettuate da Federico Barbarossa, grande sostenitore dei diritti dei signori feudali e nemico dichiarato delle libertà comunali, che scatenò guerra in Toscana contro la lega dei comuni guelfi.  Per questo motivo Empoli finì per collegarsi con Firenze lasciando i Conti Guidi.
Il comune di Pistoia non era riuscito a raggiungere i confini della diocesi, dove invece erano riusciti il comune fiorentino e i Conti Guidi. Anche se non raggiunse mai l'estensione della diocesi, il distretto comunale di Pistoia incorporò metà del cerchio montano che racchiude la pianura di Firenze, che permise alla città di esercitare un grande controllo sul traffico di questa grande area. Per questo Pistoia dovette combattere numerose e logoranti guerre non solo con Firenze ma anche con le città di Lucca e Bologna.
Nel 1247 fu formalizzato un diploma per cui i Guidi venivano confermati come semplici feudatarii e non padroni assoluti di Empoli. 
A causa della minacciosa avanzata dell'imperatore Arrigo VII di Lussemburgo si stipulò, il 1 febbraio 1254, la pace di Empoli.  Fu fatta pace fra i Sindaci della Repubblica Fiorentina, quelli della città di Pistoia, di Lucca e di Prato, e ne stipularono il contratto promettendo di difendersi scambievolmente. 
Questo non fu l'unico accordo di pace ad Empoli ma ne successero altri negli anni 1295 e 1312 sempre a causa dell'avanzata germanica.

## Conseguenze
Tra il 1255 e il 1273 la repubblica fiorentina riscattò ogni diritto dei conti Guidi, non solo sul territorio empolese, ma anche sui castelli della Toscana. I conti Guidi cedettero al Comune di Firenze i loro feudi empolesi, comprendenti castelli, corti, chiese, ospedali, palazzi e perfino il mercato. I consoli del borgo di Empoli giurarono di seguire le sorti di Firenze salvo che prender armi contro i Conti Guidi.
Nel 1329, Pistoia dopo una disperata battaglia con Castruccio Castracani signore di Lucca, fu costretta a cedere la terza parte meridionale del Monte Albano ai fiorentini, che rischiarono la loro stessa libertà in soccorso di Pistoia. In questo modo la pace  di Empoli fu violata.
Nel 1351 Pistoia cadde definitivamente sotto l'egemonia fiorentina. La città fiorentina protesse la città e corservò le sue frontiere. Pistoia non subì altre importanti perdite territoriali, sebbene avesse perduto la sua libertà. 